# Angolesos a França
Els angolesos a França són els immigrants originaris d'Angola i llurs descendents que viuen a França. En 2015 eren uns 17.000.

## Història
Els angolesos són una de les últimes comunitats africanes de França i una de les poques no francòfones. Molts d'ells viuen a París i els seus suburbis, encara que també s'han escampat per la resta de França. En 2013 van fundar una Confederação das Associações de Angolanos residentes em França (CAAF). En 2015 es va presentar a París la União da Diáspora Angolana amb l'objectiu de reforçar els lligams entre els angolesos residents a França i a la diàspora.

## Persones notables
- Blaise Matuidi, futbolista